# Изюмский округ
Изю́мский о́круг (укр. Ізюмська округа) — единица административного деления Украинской ССР, существовавшая с апреля 1923 по июль 1930 года. Административный центр — город Изюм.
Образован в 1923 году в составе Харьковской губернии. Изначально делился на 11 районов. Районное деление затем неоднократно менялось.
7 марта 1923 года правительством УССР постановлением Президиума Всеукраинского Центрального Исполнительного Комитета № 315 от 7 марта 1923 г. была принята новая система административного деления территории Украинской Советской Социалистической республики.
Уезды и волости были заменены округами и районами.
В Харьковской губернии вместо десяти уездов было создано пять округов (Харьковский, Богодуховский, Изюмский, Купянский, Сумской (Старобельский был создан уже в Донецкой губернии); вместо 227 волостей в Харьковской губернии были созданы 77 небольших районов.
В июне 1925 года губернии на Украине были упразднены и округ перешёл в прямое подчинение Украинской ССР.
Согласно постановлению ВУЦИК от 3 июня 1925 года, в Изюмском округе осталось десять (из 11) районов с населением 362 тысячи человек.
По состоянию на 1 января 1926 года в округ входили следующие районы:
- Изюмский район — место расположения РИК (райисполкома);
- Андреевский район (Харьковская область), центр — село Андреевка (Балаклейский район);[4]
- Балаклейский район, центр — слобода Балаклея;[4]
- Барвенковский район, центр — слобода Барвенково;[4]
- Боровской район (Харьковская область), центр — слобода Боровая;[4]
- Бугаёвский район, центр — село Бугаёвка (Изюмский район);[4]
- Лозовеньковский район, центр — село Лозовенька (Балаклейский район);[4]
- Петровский район (Харьковская область), центр — село Петровское (Изюмский район);[4]
- Савинский район (Харьковская область), центр — село Савинцы (Балаклейский район);[4]
- Шандриголовский район, центр — село Шандриголовка.[3][4].

Город Изюм имел отдельный горисполком и областное подчинение.
Всего на 1 января 1926 года в УССР были: 41 округ и МАССР, 636 районов, 9 307 сельсоветов, 78 городов, 39 310 селений, в которых было 4 828 200 дворов.
Всего в чётырёх округах (Харьковском, Изюмском, Купянском, Сумском) бывшей Харьковской губернии в её границах 1925 года были 65 районов с населением 2 861 000 человек.
13 июня 1930 года постановлением ВУЦИК и СНК УССР округ был ликвидирован, а его территория одновременно с Купянским округом присоединена к Харьковскому округу..
Округ 13 июле 1930 года был упразднён, как и большинство округов СССР в этом году, и присоединён к Харьковскому округу.
После упразднения Харьковского округа его районы были переданы в прямое подчинение Украинской ССР (со столицей в Харькове).
По данным переписи 1926 года численность населения составляла 378 тысяч человек. В том числе украинцы — 83,8 %; русские — 15,0 %.

## Исполнительный комитет Изюмского окружного Совета
Председатели окрисполкома:
- 1923 — 1924 — Махно Т. Д.
- 1925 — 1926 — Бойко, Пётр Дмитриевич (член партии (РСДРП) с 1919; годы жизни 1893—1937).
- 1927 — 1928 — Лихачёв К. В. (1918; ?)
- 1929 — 1930 — Остапенко И. Г. (1917; ?)

## Изюмский окружной комитет КП(б)У
Ответственные секретари:
- 1925 - 1927 - Рутковский, Владимир Иванович (1918; ?-1974).
- 1928 - 1929 - Исакович, Владимир Николаевич (1914; 1893-1966).
- 1929 - 1930 - Мирошниченко В. А. (1917; ?)

## Изюмский окружной отдел ГПУ
Начальники окротдела ГПУ:
- 1923 - 1924 - Кузнецов.
- 1926 - Абаш-Бунис, Александр Петрович (1913; ?-1937).
- 1927 - и. о.: Петровский А. А.
- 2.10.1927 - 20.02.1929 - Гладков, Тимофей Иосипович (1919; 1900-?).
- 19.03.1929 - 5.09.1930 - Коломиец, Павел Фёдорович (?, 1896-?).

## Окружная прокуратура
Прокуроры:
- 1923 - Варламов В. Н.
- 1926 - 1928 - Никитин С. Г.
- 1929 - 1930 - Пестов М. М.

## Изюмский окружной Суд
Председатели:
- 1926 - Зуб А. А.
- 1927 - Довгалевский М. И.
- 1928 - Лобов В. Т.
- 1929 - 1930 - Полюль П. Е.